# Жупраны
Жупра́ны (бел. Жупра́ны) — агрогородок в Ошмянском районе Гродненской области Беларуси. Административный центр Жупранского сельсовета.
Деревня расположена в 10 км северо-восточнее районного центра — города Ошмяны, на левом берегу реки Ошмянки. Население 745 человек (2010).
Через деревню проходит дорога Р63 «Борисов—Вилейка—Ошмяны».

## Этимология
Первоначально деревня называлась Зубраны, от соседства с Зубранской пущей, где водились зубры. Впоследствии под влиянием фонетических изменений Зубраны преобразовались в Жупраны.

## История

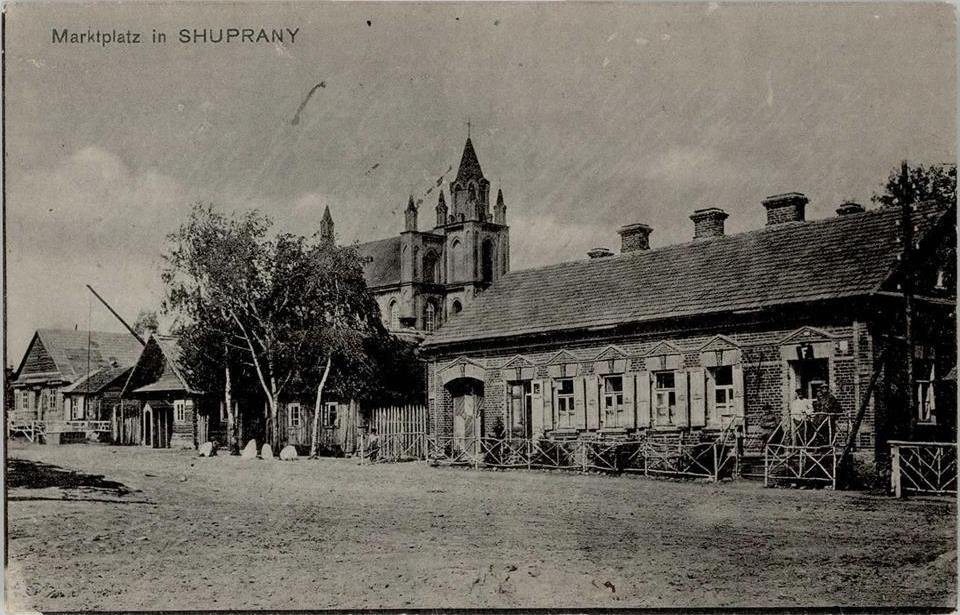
В центре местечка, начало XX в.

Первые письменные упоминания о местечке датируются XV веком. В 1407 великий князь Витовт пожаловал Жупраны виленскому воеводе Войтеху Монивиду. Около трехсот лет Жупраны принадлежали Радзивиллам. Последним из девяти владельцев этого рода был Кароль Станислав Пане Коханку Радзивилл. После него имение перешло к Чапским. В конце XVIII века в Жупранах было только 35 домов и три улицы. В 1854 году началось строительство каменной церкви святых апостолов Петра и Павла. В 1863—1864 годах местные крестьяне принимали участие в восстании.
В 1900 году здесь был похоронен белорусский поэт Франциск Богушевич, могила поэта находится на костёльном кладбище. Согласно Рижскому мирному договору (1921 г.) Жупраны оказались в составе межвоенной Польской Республики, в Ошмянском повете Виленского воеводства.
В 1939 году Жупраны вошли в БССР, где 12 октября 1940 года стали центром сельсовета Ошмянского района. В 1958 году в деревне был открыт памятник Ф. Богушевичу. 22 марта 1970 года в Жупранах открылся его музей, где хранятся около 300 экспонатов, связанных с жизнью поэта.
В 2009 году деревня Жупраны преобразована в агрогородок.

## Экономика и инфраструктура
В агрогородке действует асфальтобетонный завод. В Жупранах расположены сельский Дом культуры, сельская библиотека, общеобразовательная средняя школа им. Ф. Богушевича и почтовое отделение.

## Культура
- Дом культуры
- Музей Франциска Богушевича (1970)

## Достопримечательности
- Католическая церковь святых апостолов Петра и Павла (1854—1875)
- Плебания (приходской дом) (кон. XIX — нач. XX вв.)
- Еврейское кладбище.

### Памятник, скульптура
- Воинский мемориал
- Памятник Ф. Богушевичу (скульптор — З. Азгур), 1958 —  Историко-культурная ценность Республики Беларусь, шифр 412Ж000734

## Галерея

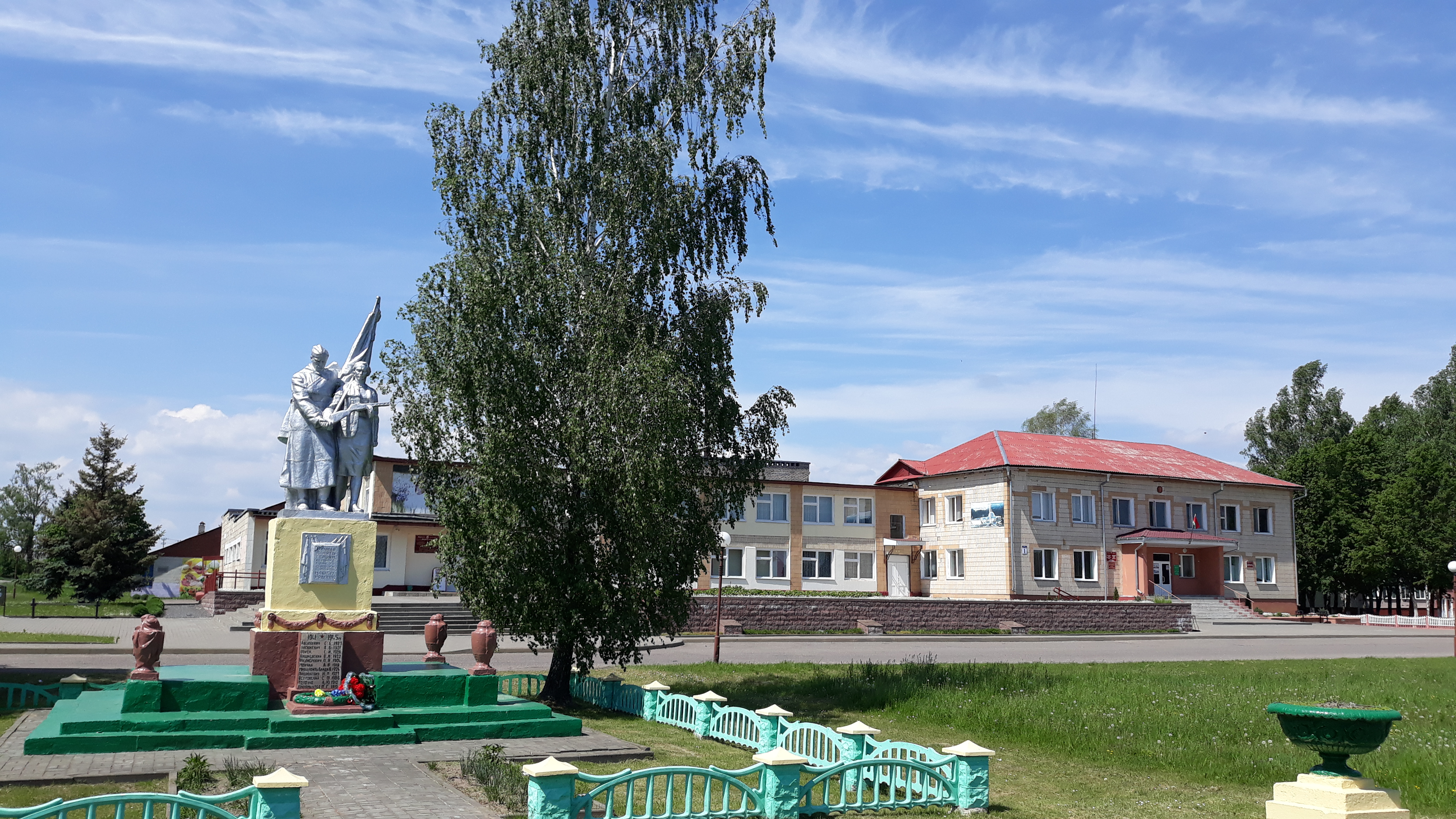
Панорама
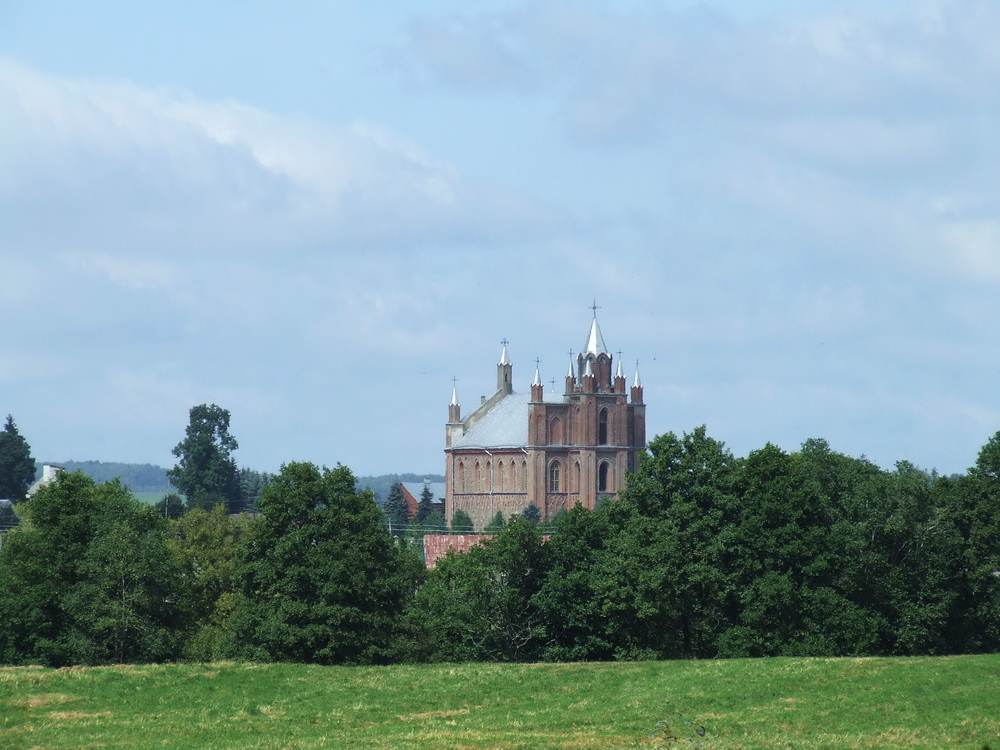
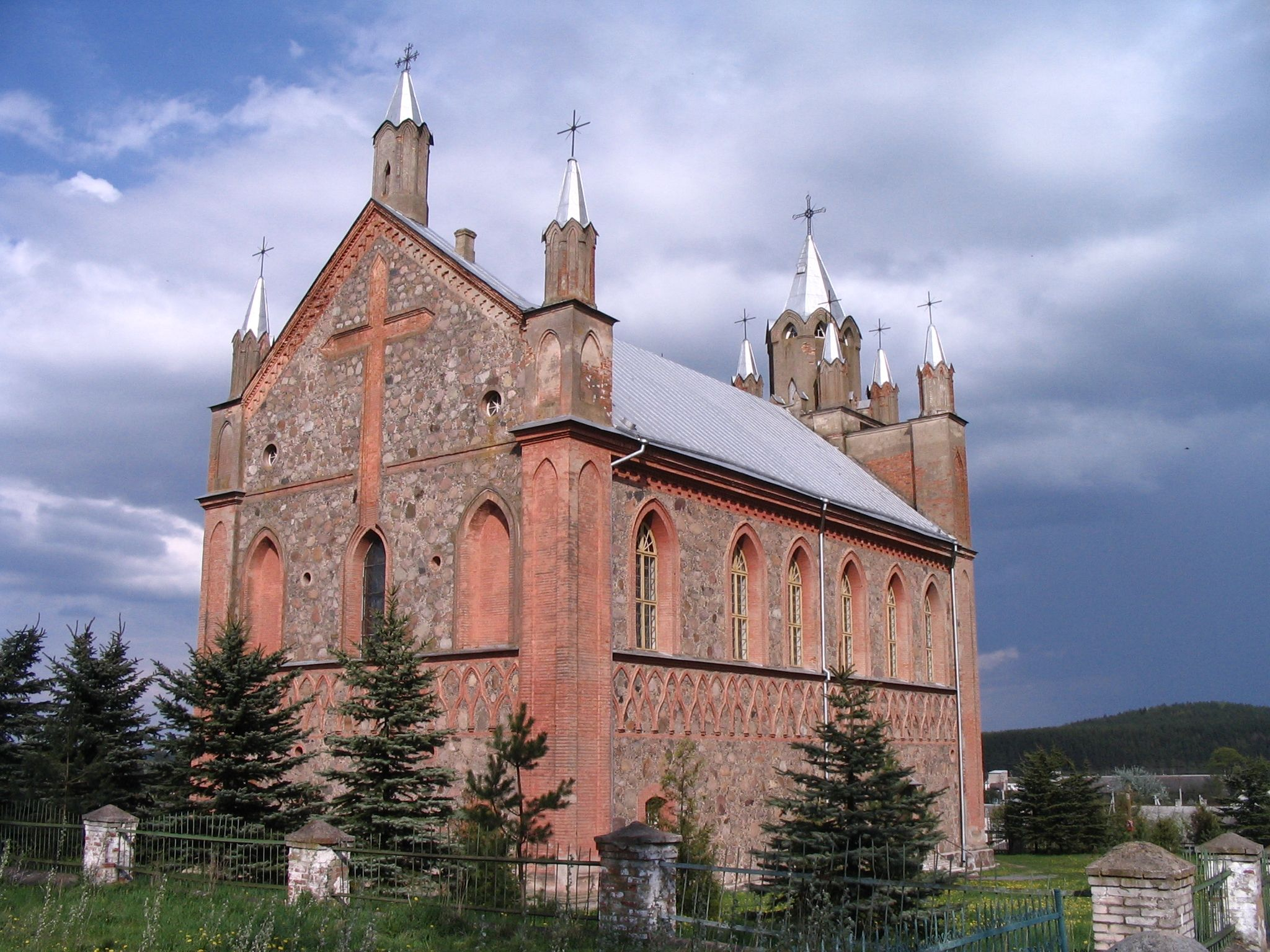
Католическая церковь святых апостолов Петра и Павла
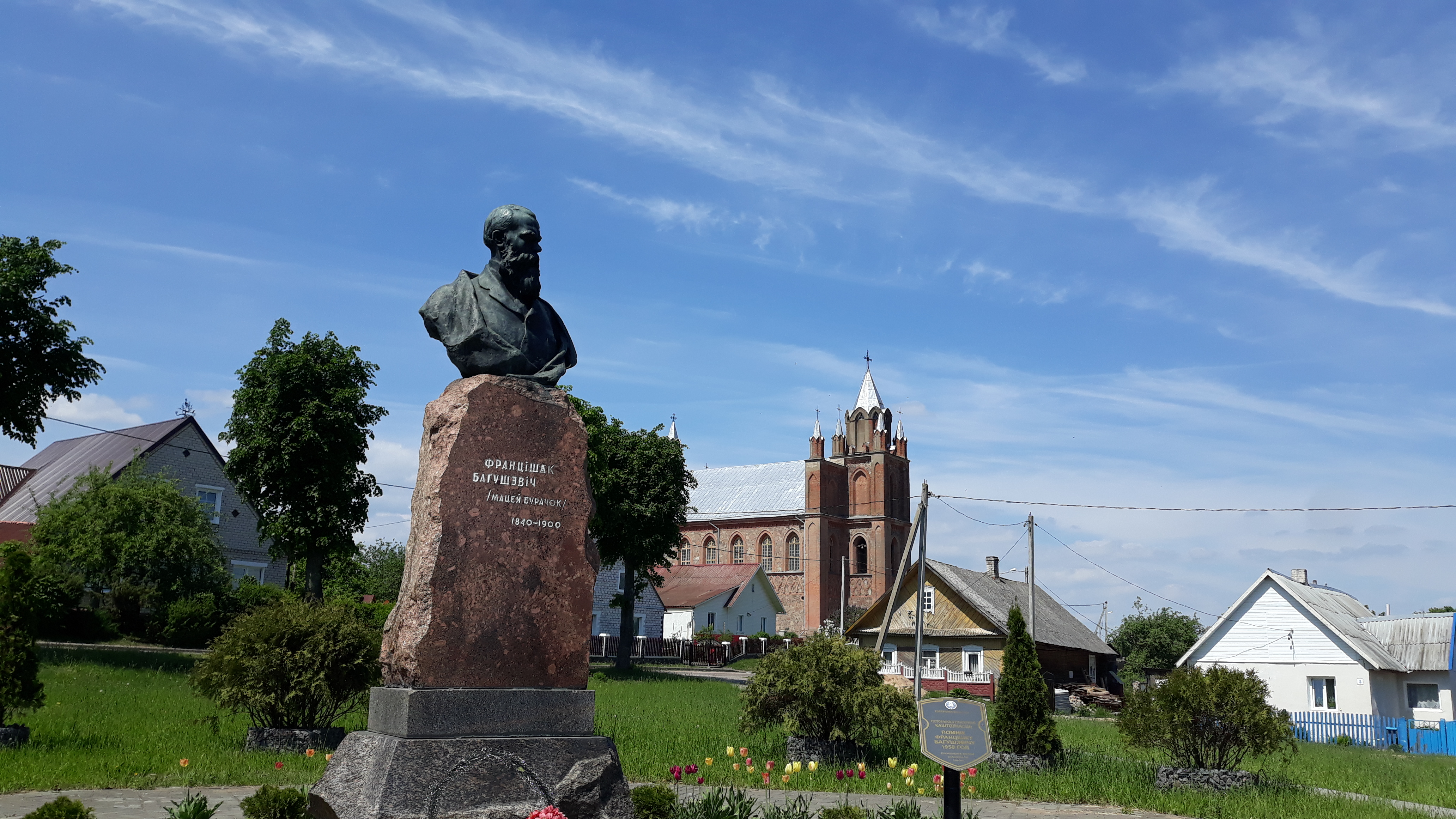
Памятник Ф. Богушевичу
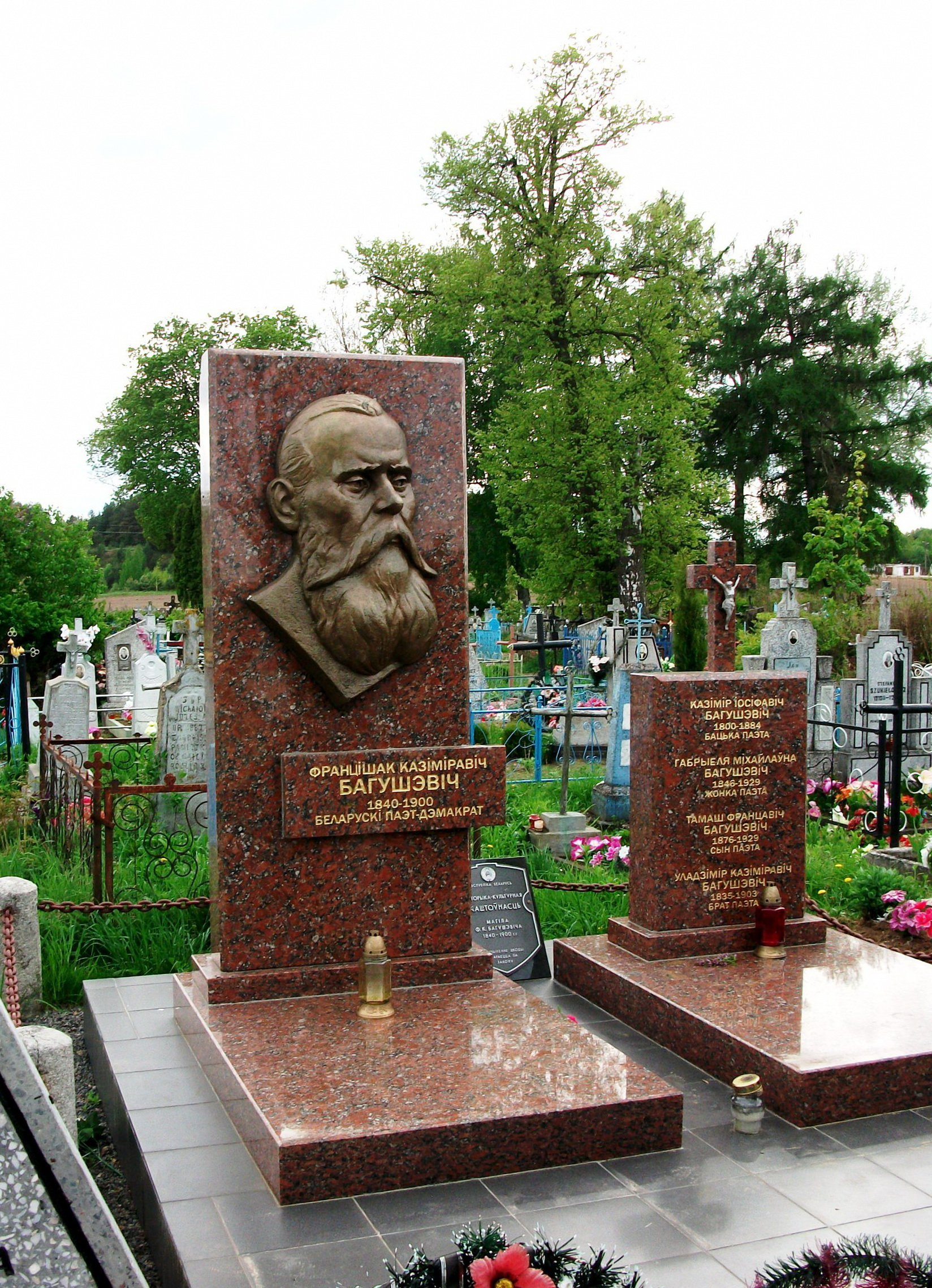
Могила Ф. Богушевича